# Zofia Rozanow
Zofia Paulina Rozanow (ur. 20 marca 1930 w Prużanie, zm. 4 lipca 2015 w Częstochowie) – polska historyk sztuki i pisarka, badaczka zabytków klasztoru na Jasnej Górze.

## Życiorys
Zofia Rozanow urodziła się w 1930 roku na Polesiu jako córka Mikołaja Rozanowa i Pauliny z Pacewiczów.
Po II wojnie światowej rodzina zamieszkała w Częstochowie, gdzie w 1950 roku ukończyła prywatne Gimnazjum i Liceum „Nauka i Praca”. W latach 1950–1955 studiowała historię sztuki na Wydziale Filozoficzno-Historycznym Uniwersytetu Jagiellońskiego.
W 1955 roku podjęła pracę w Bibliotece Narodowej. Od 1958 roku uczestniczyła w seminarium doktoranckim u profesora Michała Walickiego. W latach 1965−1985 pracowała w Instytucie Sztuki Polskiej Akademii Nauk w Warszawie. W 1991 roku przeszła na emeryturę i zamieszkała w Częstochowie. W latach 1985–2007 była biegłym sądowym w zakresie sztuki przy Sądzie Wojewódzkim w Warszawie, a od 1991 roku w Częstochowie.
W latach 1970–1973 wykładała historię sztuki średniowiecznej i ikonografię chrześcijańską na Katolickim Uniwersytecie Lubelskim i Akademii Teologii Katolickiej. W latach 2004–2005 prowadziła wykłady na Akademii im. Jana Długosza w Częstochowie.
Na prośbę Stefana Wyszyńskiego przez 35 lat badaczka zabytków klasztoru na Jasnej Górze (udzielił jej dyspensy na wejście do zamkniętych wcześniej zbiorów klasztornych). Efektem jej pracy był wydany w 2009 roku z Ewą Smulikowską „Zabytki sztuki Jasnej Góry: architektura, rzeźba, malarstwo”.
W roku 2011 otrzymała Nagrodę im. Karola Miarki. Otrzymała także odznakę „Zasłużony Działacz Kultury”.
Od 1955 roku była członkiem Stowarzyszenia Historyków Sztuki, a od 1965 roku Stowarzyszenia Autorów ZAiKS.
Zmarła 4 lipca 2015 roku w Częstochowie. Została pochowana na cmentarzu Kule w Częstochowie.